# Ji-Eun Park
Ji-Eun Park es una pianista de música clásica nacida en Corea del Sur en 1994.

## Biografía
Ji-Eun Park nació en Busan el 21 de enero de 1994. Comenzó a tocar el piano a los tres años y empieza sus estudios profesionales de música en la Escuela de las Artes de Yewon. Durante sus primeros años en la escuela fue solista de la Orquesta del Centro Artístico de Yewon. Se graduó recibiendo el premio de la excelencia del centro. Asistió a la Escuela de Artes Peniel en Busan y a la Escuela Superior de las Artes de Seúl. Completó sus estudios universitarios en la Universidad Nacional de Busan con Ernő Fehér. Ese año dio su primer concierto en Europa con la Duna Chamber Orchester interpretando el Concierto para piano en sol mayor KV.453 de Mozart.
Ji-Eun Park tiene una maestría de la Universidad de Música y Artes Escénicas de Múnich con distinción. Continuó sus estudios de posgrado con Adrian Oetiker como becaria del DAAD. Desde octubre de 2020 estudia Música Contemporánea en Múnich. Desde 2021 es becaria de Live Music Now Múnich.
Ha actuado en Gasteig, St. Markus Kirche en Múnich, Teatro Victoria en Madrid, Palais Ehrbar en Viena, UdK en Berlín. También ha participado en numerosos festivales internacionales en Europa como Talent music Festival en Brescia, Ticino Musica Festival en Lugano y Liszt Festival en Budapest. Ji-Eun Park ha asistido a cursos de perfeccionamiento de Richard Braun, Sheila Arnold, Jenő Jandó, Balázs Szokolay, Attila Némethy, Nicholas Roth, Paul Ostrovsky y Deborah Moriarty.

### Palmarés
- Concurso «Korea Piano Institute».[2]
- Concurso de la Orquesta de Cámara de Corea.[2]
- 4º Premio en el Concurso «Kawai – Asia».[2]
- 2º Premio en el V Concurso Internacional de Música de Marbella (el 1º fue declarado desierto), Premio Especial «Iberia» a la mejor interpretación de la obra española. También fue la finalista favorita del público, llevándose el Premio del Público y consiguiendo también el Premio otorgado por el Jurado Junior del concurso, 2019.[2]
- Primer premio en el 40.º Concurso Internacional de Piano Delia Steinberg, Madrid, 2022.[4][3]
- Concurso de Piano Feurich en Viena.[3]
- Concurso Internacional del Norte en Suecia.[3]
- Concurso de Piano Rosario Marciano en Viena.[3]
- Concurso Internacional Grand Virtuoso en París.[3]